# بوبر شارپی
بوبر شارپی (نام علمی: Phyllastrephus alfredi) نام یک گونه از سرده بوبرهای اصلی است.